# Unmasked
Unmasked ist das achte Studioalbum der der US-amerikanischen Hard-Rock-Band Kiss. Es erschien 1980 und gehört musikalisch in eine kurze Zwischenphase in der Geschichte der Rockgruppe, die durch die damalige Discowelle bedingt war. Das Album erreichte hohe Chartplatzierungen. International bekannt wurde der Song Shandi, der in einigen Ländern gute Platzierungen erlangte.

## Entstehungsgeschichte

### Einordnung in den musikalischen Hintergrund
Die musikalische Bandgeschichte kennt mehrere klar getrennte Phasen. Kiss hatten von 1974 bis 1977 mit Kiss, Hotter than Hell, Dressed to Kill, Destroyer, Rock and Roll Over und Love Gun sechs Studioalben aufgenommen, die vergleichsweise konstant und ohne größere Abweichungen ihren typischen Hard Rock aufwiesen. Als Abschluss dieser ersten Phase können die 1978 von allen vier Bandmitgliedern gleichzeitig herausgebrachten vier Soloprojekte gezählt werden, die jeweils unter dem Bandnamen erschienen. Mit dem Album Dynasty wichen Kiss 1979 erstmals von ihrer ursprünglichen Linie ab. Unmasked war das zweite Album, das durch die seinerzeit starke, weite Teile des Musikgeschäfts beherrschende Discowelle Ende der 1970er beeinflusst war. Die Musik auf der Platte war über weite Strecken poppig und wies Discosound auf. Der Schlagzeuger Peter Criss gehörte zwar offiziell noch der Band an, er spielte aber auf diesem Album schon nicht mehr mit.

### Entstehung und Ergebnis

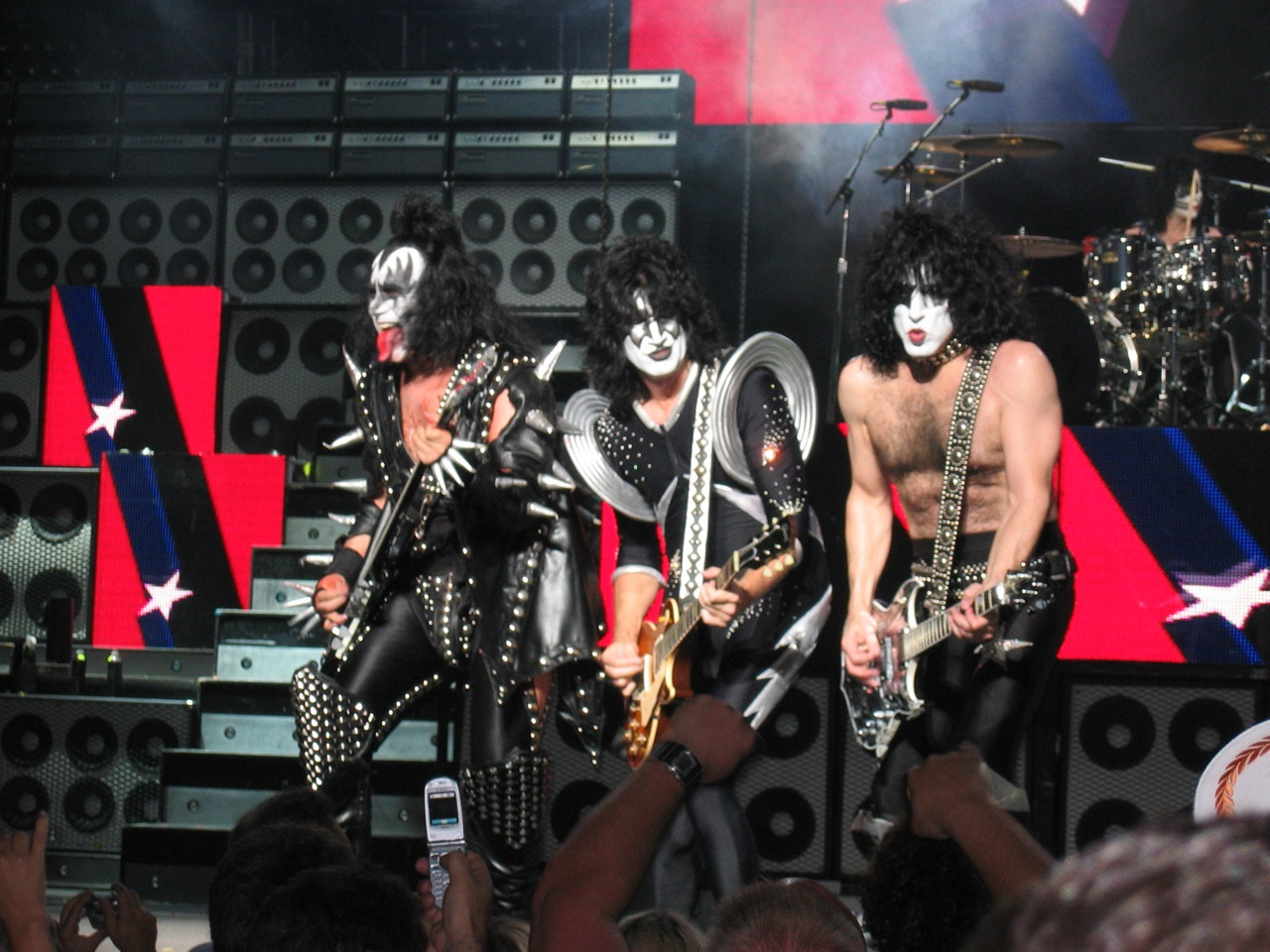
Kiss in ihrem Make-up in Boston 2004

Sänger und Rhythmusgitarrist Paul Stanley äußerte sich zur Entstehung des Albums so: „‚Tomorrow‘ ist ein toller Song, doch abgesehen davon, halte ich ‚Unmasked‘ für ein beschissenes Album voller Weichspül-Songs. Viele davon waren am Anfang eigentlich härter und klangen mehr nach Rock ’n’ Roll. Das ging auf dem Weg aufs Vinyl leider irgendwie verloren. […] Es klappte einfach nicht mit uns als Band. Peter spielte weder auf ‚Dynasty‘ noch auf ‚Unmasked‘, und spätestens bei ‚Unmasked‘ wurde uns klar, dass es so nicht weitergehen konnte. Natürlich erhielt man für die Fans den schönen Schein aufrecht, doch manchmal rächt sich so etwas, denn die Leute halten uns für die Comic-Version der Beatles, bei der alle vier zusammenwohnen oder im gleichen Bett schlafen und alles zusammen machen. Das war bei uns jedoch nie der Fall. […] Wir wollten den Fans ein positives Bild von uns vermitteln, das ihre Erwartungen erfüllte und die Schwächen jedes einzelnen verdeckte. Doch bei ‚Unmasked‘ war klar, daß […] keiner der Reifen wirklich voll aufgepumpt war, und aus einem davon war sogar völlig die Luft raus.“
Sänger und Bassist Gene Simmons äußerte sich zur Entstehungsgeschichte wie folgt: „Ich denke, bei einer Band und einem Album geht es immer noch um mehr als nur die Songs, nämlich um die Richtung, die man einschlägt und die Einstellung. […] Zu jener Zeit befand sich Peter in der Twilight Zone. Er hatte schon früh Probleme. Zur Zeit von ‚Unmasked‘ wurde es jedoch so schlimm, daß wir Anton Fig auf dem gesamten Album spielen lassen mußten, weil sich Peter fernab der Realität befand. Peter spielte nicht einen einzigen Song des Albums ein.“
Sänger und Leadgitarrist Ace Frehley sah die Entstehung so: „Ich fand meine Songs gut. Ich glaube nicht, daß das Gene und Paul von sich behaupten konnten oder daß sie mit der Produktion des Albums zufrieden waren. Man muß wissen, daß sich die Band zu der Zeit in einer Umbruchphase befand. Peter würde die Band verlassen müssen, und jeder zog sein eigenes Ding durch. […] Wir waren an den Punkt angelangt, an dem wir wirklich eine Auszeit voneinander brauchten.“
Der Produzent Vini Poncia äußerte sich so zur Entstehung: „Das ‚Unmasked‘-Album hatte nicht so ein spezielles Feeling wie ‚Dynasty‘, es kam auch nicht so aufrichtig und glaubwürdig rüber. Es war vielmehr ein Abklatsch davon. Ich finde, das Problem bei ‚Unmasked‘ lag darin, daß es in aller Eile zusammengeschustert wurde. ‚Dynasty‘ wurde bis ins letzte Detail geplant und ausgearbeitet, denn es war ein aufregendes Erlebnis für die Band. Sie schlugen damit eine neue Richtung ein. Ich denke, daß wir schon allein wegen des Erfolgs von ‚Dynasty‘ mehr Zeit für ‚Unmasked‘ hätten aufbringen sollen.“
Kiss-Manager Bill Aucoin erinnert sich so an die Entstehung: „Auf diesen Alben gibt es ein paar gute Songs. Ich denke, das Problem war nur, daß die Band langsam erschöpft war. […] Ich dachte, sie wollten sich bei dem Album wirklich demaskieren, denn vor allem Paul und Gene hatten darüber gesprochen, das Make-up für eine Weile wegzulassen. Doch wir brachten sie von dieser Idee ab.“

## Titelliste
1. Is That You? – 3:55 (Gesang: Paul Stanley; Text und Musik: Gerard McMahon)
2. Shandi – 3:33 (Gesang: Paul Stanley; Text und Musik: Paul Stanley, Vini Poncia)
3. Talk To Me – 4:00 (Gesang: Ace Frehley; Text und Musik: Ace Frehley)
4. Naked City – 3:49 (Gesang: Gene Simmons; Text und Musik: Gene Simmons, Bob Kulick, Vini Poncia, Peppi Castro)
5. What Makes the World Go 'Round – 4:14 (Gesang: Paul Stanley; Text und Musik: Paul Stanley, Vini Poncia)
6. Tomorrow – 3:16 (Gesang: Paul Stanley; Text und Musik: Paul Stanley, Vini Poncia)
7. Two Sides of the Coin – 3:15 (Gesang: Ace Frehley; Text und Musik: Ace Frehley)
8. She’s So European – 3:30 (Gesang: Gene Simmons; Text und Musik: Gene Simmons, Vini Poncia)
9. Easy As It Seems – 3:24 (Gesang: Paul Stanley; Text und Musik: Paul Stanley, Vini Poncia)
10. Torpedo Girl – 3:31 (Gesang: Ace Frehley; Text und Musik: Ace Frehley, Vini Poncia)
11. You’re All That I Want – 3:04 (Gesang: Gene Simmons; Text und Musik: Gene Simmons, Vini Poncia)

## Singleauskopplungen
Die Disco-Single Shandi war in einigen Ländern ein Top-Ten-Hit und erreichte folgende Plätze: in Norwegen Platz 4, in Australien Platz 5, in Neuseeland Platz 6, in Österreich Platz 10, in den Niederlanden Platz 24, in Deutschland Platz 28, in den USA Platz 47 und in Kanada nur Platz 70. In Großbritannien war der Song nicht platziert.
Die Auskopplung Talk To Me erreichte in der Schweiz Platz 10 und in Deutschland Platz 32. In den USA, Kanada, Australien und Großbritannien war das Lied nicht platziert. Die Auskopplung Tomorrow erreichte nur in Deutschland Platz 70 und war international sonst unbekannt.

## Kritiken
- Bravo meinte 1980: „Kiss bringen auf zehn Tracks knochenharten Rock. Nur das weiche ‚Shandi‘ auf Seite 1 fällt aus dem üblichen Rahmen.“[5]
- Hit meinte 1980: „Ein typisches Kiss-Produkt: knallig, fetzig. Da donnert der Beat aus allen Rillen.“[6]
- Pop Rocky meinte 1980: „Mit voller Kraft fahren die Super-Heavies ihr Schwermetal aus, 11 brandneue Kiss-Originalkompositionen, offensichtlich sehr sorgfältig ausgesucht, denn sie scheinen teilweise so stark, dass mehrere Single-Hits aus dem Album resultieren könnten. Ein echter Hörspass, dem sich sicher auch viele Nicht-Hard-Rocker anschliessen werden.“[7]
- Musik Express meinte 1980: „Früher waren Kiss eine aggressive Heavy Rock Band [sic.], die als besonderes Image ausgefallene Horror-Klamotten trugen und sich nur mit bemalten Gesichtern in der Öffentlichkeit zeigten. Heute sind Kiss vier geschminkte Showstars, die den größten Teil ihrer Energie damit verschwenden, lästige Fotografen abzuwehren, um nicht ‚unmasked‘ abgelichtet zu werden. […] Jedenfalls sind die vier gestandenen Heavy-Rocker nicht mehr in der Lage, vernünftigen Hardrock zu machen. Und das ist nicht nur traurig, sondern auch dumm. Ein beträchtlicher Teil der vorwiegend 10-14jährigen Musikkonsumenten waren eingeschworene Kiss-Fans. ‚Dynasty‘ wurde von vielen noch toleriert, aber ‚Unmasked‘ wird die alten Fans wohl endgültig vergraulen. […] Die vorliegende Platte enthält elf Popsongs, die sich ungefähr zwischen Disco und Teeny-Rock bewegen. Ein echter Ohrwurm vom Format ‚I Was Made for Lovin' You‘ ist nicht darunter. Überhaupt ist auf dieser LP kein besonders erwähnenswerter Titel. Alles klingt sehr glatt, perfekt produziert, manchmal recht spritzig, aber irgendwie nichtssagend. Sobald an einigen Stellen etwas Power durchzukommen scheint, sorgt spätestens der oft primitive Mitklatsch-Refrain dafür, daß die Sache wieder in Belanglosigkeit versinkt. […] Auf ‚Unmasked‘ findet sich nicht mal ein Song dieser Qualität, und deshalb ist diese LP der größte Fehler, den Kiss je begangen haben, sowohl musikalisch als auch marktstrategisch.“[8]

## Kommerzieller Erfolg

### Chartplatzierungen
Das Album erreichte hohe Chartplatzierungen und war in einigen Ländern nicht nur in den Top Ten vertreten, sondern sogar auf Platz 1, so in Neuseeland und Norwegen. In Australien und Österreich erreichte das Album Platz 3, in Deutschland immerhin noch Platz 4. Obgleich es sich um keine Musik mit dem „typischen“ Kiss-Sound handelte, war dieses Kiss-Album das jemals höchstplatzierte in Deutschland. In Kanada gelangte die LP auf Platz 12, in Japan auf Platz 15 und in Schweden auf Platz 17. In den USA kam die Platte nur auf Platz 35, in Großbritannien gar nur auf Platz 48.
| ChartsChartplatzierungen       | Höchstplatzierung | Wochen |
| ------------------------------ | ----------------- | ------ |
| Deutschland (GfK)              | 4 (30 Wo.)        | 30     |
| Österreich (Ö3)                | 3 (16 Wo.)        | 16     |
| Vereinigte Staaten (Billboard) | 35 (14 Wo.)       | 14     |
| Vereinigtes Königreich (OCC)   | 48 (3 Wo.)        | 3      |

| ChartsJahrescharts (1980) | Platzierung |
| ------------------------- | ----------- |
| Deutschland (GfK)         | 25          |
| Österreich (Ö3)           | 13          |

### Auszeichnungen für Musikverkäufe
In den USA gab es nach zwei Monaten den Gold-Status für 500.000 verkaufte Exemplare.
| Land/Region               | Auszeichnungen für Musikverkäufe (Land/Region, Auszeichnung, Verkäufe) | Verkäufe |
| ------------------------- | ---------------------------------------------------------------------- | -------- |
| Kanada (MC)               | Gold                                                                   | 50.000   |
| Neuseeland (RMNZ)         | Platin                                                                 | 20.000   |
| Vereinigte Staaten (RIAA) | Gold                                                                   | 500.000  |
| Insgesamt                 | 2× Gold · 1× Platin ·                                                  | 570.000  |